# Juan de Matos Fragoso
Juan de Matos Fragoso (Alvito, Portugal, 1608 - Madrid, 4 de enero de 1689), dramaturgo y poeta español de origen portugués.

## Biografía

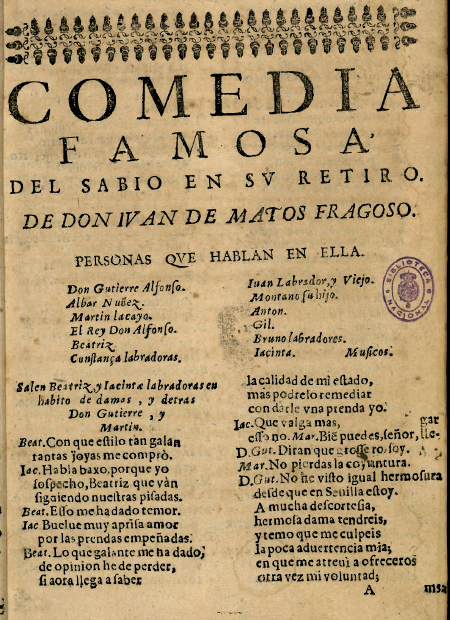
El sabio en su retiro, título con el que se publicó en 1670 esta refundición de El villano en su rincón (1611-1616) de Lope de Vega, ha sido considerada por Duncan Moir como la mejor obra de su autor y no muy inferior a la original lopesca. La obra es conocida también con títulos más largos, como El sabio en su retiro y villano en su rincón, Juan Labrador.

Portugués del Alentejo, hijo de Antonio Fragoso de Matos y Ana de Souza. Se licenció en Filosofía y Jurisprudencia en la Universidad de Évora, y luego marchó a establecerse a Madrid, donde entabló amistad con los dramaturgos principales de la época, en especial Juan Pérez de Montalbán; su primera obra poética conocida es un soneto en que llora su muerte publicado en las Lágrimas panegíricas (1639), después del de Agustín Moreto. Por lo que dice en su comedia Pocos bastan si son buenos, impresa en la Parte trigesimocuarta (1670), debió pasar un tiempo en Italia y se representó alguna comedia suya en la corte del virreinato de Nápoles. En 1662 consiguió el hábito de la Orden de Cristo. Estuvo siempre bien relacionado y tuvo por mecenas a varios nobles importantes, e incluso al mismo rey Felipe IV. No pasó nunca apuros económicos. Jerónimo de Cáncer se burló en un vejamen de las afectaciones culteranas del verso de Matos:

Con las aguas que llueven

desde el Parnaso,

las voces castellanas

se me han hinchado.

## Obra
Prolífico dramaturgo de la escuela de Pedro Calderón de la Barca, que se caracterizó por refundir y perfeccionar piezas anteriores o volver a tratar temas antes usados, como hizo con la novela El curioso impertinente de Cervantes, convertida a su vez en obra teatral por Guillén de Castro, que Matos adaptó en su El yerro del entendido. En 1658 se publicó en Madrid el tomo con la primera parte de su comedias, que incluía doce piezas (El amor hace valientes, Amor, lealtad y ventura, Callar siempre es lo mejor, Con amor no hay amistad, El hijo de la piedra, Los indicios sin culpa, El marido de su madre, La tía de la menor, El yerro del entendido, La razón vence al poder, No está en matar el vencer, y El traidor contra su sangre). El resto de ellas se publicaron sueltas, en Partes de varios autores o se conservan manuscritas, y muchas de ellas son de compleja atribución.
Entre sus refundiciones destacan El Nuevo Mundo en Castilla, sobre Las Batuecas de Lope de Vega; El ingrato agradecido, sobre El ingrato del mismo autor; Ver y creer, el rey don Pedro de Portugal y doña Inés de Castro, continuación de Reinar después de morir de Luis Vélez de Guevara; El sabio en su retiro y villano en su rincón Juan Labrador, refundición de la obra de Lope.
Fue asiduo colaborador de comedias de varios ingenios, entre las cuales la más célebre es El hidalgo de La Mancha (con Juan Bautista Diamante y Juan Vélez de Guevara), donde se revisan sin orden cronológico distintos episodios de Don Quijote de la Mancha. En El marido de su madre se expone el tema del incesto en torno la vida y leyenda de San Gregorio. De enredo son Lorenzo me llamo, y carbonero de Toledo, que fue refundida en el siglo XIX por Eduardo Asquerino, y Riesgos y alivios de un manto, que es una de sus comedias mejor versificadas. El traidor contra su sangre, por cierto, inspiró el largo poema narrativo o leyenda del Romanticismo El moro expósito, de Ángel de Saavedra, Duque de Rivas.
Se acercó también a los géneros teatrales cómicos a través de distintos entremeses (El asaeteado, Los carreteros, Don Terencio, El galán llevado por mal, El indiano crédulo o El trepado), una mojiganga (El follón) y una Jácara retratando a una dama. También escribió al menos dos comedias burlescas: Antíoco y Seleuco, escrita junto a Alonso de Olmedo y Ormeño y José Rojo sobre la comedia homónima de Agustín Moreto y El más impropio verdugo (parodia de la obra escrita por Francisco de Rojas Zorrilla).
Como poeta cabe destacar sus mitológicas Fábula burlesca de Apolo y Leucotoe (Madrid, 1652) y Fábula de Eco y Narciso (1655), en setenta octavas reales, y Muestra del ingenio en la de un relox (sin lugar ni año). Otras obras en verso suyas son Festejo nupcial en las felices bodas de la Majestad de don Pedro II y la muy alta y soberana señora doña María Sofía Isabel, Palatina, Reyes de Portugal (Madrid, 1687), en octavas reales; Acentos lyricos al feliz nacimiento del esclarecido Príncipe hijo primogénito de los señores Reyes de Portugal (sin lugar ni año); unas Octavas a San Pedro de Alcántara, en la Relación de las fiestas a la canonización de este Santo (Madrid, 1670) y la canción que hizo y obtuvo premio en el de la Soledad (1660). También escribió una Canción a la muerte de la Reina doña Isabel, esposa de Felipe IV, que fue impresa en la Pompa funeral (1645).